# Martino Barbieri
Martino Barbieri (* um 1583 in Roveredo; † 1633 in Eichstätt) war ein Schweizer Architekt und Baumeister in Württemberg.

## Leben
Martino Barbieri war ein Repräsentant der aus Misox stammenden Architekten. Er war Bruder des Architekten Alberto Barbieri und zusammen arbeiteten sie in Bayern, vor allem in Eichstätt und Umgebung. Im Jahr 1615 wurde er in die Marienkongregation von Eichstätt aufgenommen. Er leitete Arbeiten an der Pfarrkirche in Frohnstetten im Jahr 1617 und 1623 renovierte er zusammen mit seinem Bruder Alberto die Pfarrkirche St. Peter und Paul in Laupheim. 
Zwischen 1628 und 1631 baute er den Chor des Prämonstratenserklosters in Weissenau bei Ravensburg; im gleichen Zeitraum arbeitete er auch am Schloss Abenberg. Sein bedeutendstes Werk ist die Kirche St. Walpurga in Eichstätt.